# Barri de la Salut de la Cooperativa de Periodistes
El Barri de la Salut de la Cooperativa de Periodistes és una obra noucentista de Barcelona inclosa a l'Inventari del Patrimoni Arquitectònic de Catalunya.

## Descripció
Les anomenades Cases de la Salut van ser ideades per l'arquitecte Juli Maria Fossas i Martínez a la primera meitat del segle xx. El complex se situava al límit dels barris de Gràcia i Horta i preveia la construcció d'una "ciutat-jardí", on a cada parcel·la el propietari podia projectar el tipus d'edifici que volia.
El projecte, promogut per la Cooperativa de Periodistes, consistia en la construcció de 70 xalets entre els sectors de la Salut (a Gràcia); d'en Fargues i de la Mulassa (Horta), com a habitatge per a intel·lectuals i periodistes. La planificació se situà en una zona no urbanitzada de la ciutat, a prop d'una àrea muntanyosa i amb forta pendent que requerí terraplenar el terreny, fet que va allargar el temps de construcció ja en els anys 20. Es va projectar una ciutat-jardí, com a alternativa a la ciutat del segle xix, caracteritzada per un prototip d'habitatge de dues plantes (planta baixa i una planta pis), envoltat de zona enjardinada o amb jardí.
Els diversos habitatges van ser realitzats pels arquitectes Lluís Girona i Cuyàs; Josep Danés i Torras; Pau Monguió i Segura; Ramon Raventós i Farrarons; Adolf Florensa i Ferrer, a més a més del ja mencionat Juli Maria Fossas i Martínez, seguint una estètica vinculada al Noucentisme, influenciada pel context anglosaxó a través de l'industrial Ebenezer Howard, qui publicà el 1902, Garden Cities of Tomorow, obra difosa a Catalunya per Cebrià de Montoliu per mitjà de conferències i de la creació, el 1912, de la Societat Cívica Ciutat Jardí, sota la tutela del Museu Social.

## Història
La Cooperativa de Periodistes, promotora les Cases de la Salut, es va fundar el 1914 amb la presidència de Joan Josep Pou i de Barros. Aquesta es va acollir a la llei de "Casas Baratas" de 1911 per encarregar a l'arquitecte Juli M. Fossas el projecte dels habitatges, que va ser aprovat per l'Ajuntament de Barcelona el 27 de desembre de 1917.
La construcció es va anar allargant al llarg dels anys: el 1921 se n'havien construït 10 i 14 estaven en procés de construcció al barri de la Salut, i pel 1926 ja n'hi havia 27 cases noves. El preu oscil·lava entre les 19.000 i les 33.000 pessetes, i responien a superfícies d'entre els 60 i els 120m2.
Amb el pas dels anys, moltes cases han desaparegut o transformat, algunes convertides en pisos o en restaurants, com la del carrer d'Albert Llanas, 2; o en escola, com la del carrer de Frederic Rahola, 46. Entre les que perduren trobem les del carrer de Miquel dels Sants Oliver, 2 i 4, 3, 7, 10, 15. En altres sectors propers, però ja en el barri d'Horta, hi ha les del carrer Montserrat de Casanovas, 64, i 49-51; carrer de Pedrell, núm. 84, 86, 104; carrer de Peris i Mencheta, núm. 50, 52, 69; carrer de Can Pujolet, núm. 5, 20; passeig de la Font d'en Fargues, núm. 2, 4, 6, 10, 13; passeig de la Mulassa, núm. 25, 34, 36 i carrer del Marquès de la Foronda, núm. 9 (correspon a la Torre Maria, que va ser la residència d'Antoni Rovira i Virgili) i les núm. 3, 5, 7, 14 i 16, que són edificis d'aquesta ciutat jardí. També perviu, convertit en l'actualitat en "Casal Font d'en Fargues" del carrer de Pedrell, 67, l'edifici que, el 1928, va projectar l'arquitecte Adolf Florensa per acollir la denominada "Asociación de Propietarios de Fargas, Mulassa y sus entornos" per poder resoldre problemes que afectaven la vida del barri i organitzar actes socials i lúdics.